# Magazine
Magazine var en engelsk postpunk-grupp från Manchester, aktiv 1977-1981, startad av Howard Devoto efter att denne lämnat Buzzcocks. I originalupplagan ingick även John McGeoch (gitarr), Barry Adamson (basgitarr), Martin Jackson (trummor) och Bob Dickinson (keyboards). Bandet fick skivkontrakt med Virgin Records 1977 och debuterade 1978 med singeln "Shot By Both Sides"  som fick bra kritik och gick in på brittiska singellistan. Dickinson hade då redan hoppat av bandet och ersattes av Dave Formula (keyboards). Magazine var ett av de första postpunkbanden som förenade punkens nerv och energi med artrock. Gruppen återförenades 2009 och splittrades åter 2011.

## Medlemmar
Senaste medlemmar
- Howard Devoto – sång (1977–1981, 2009–2011)
- Dave Formula – keyboard (1977–1981, 2009–2011)
- John Doyle – trummor (1978–1981, 2009–2011)
- Noko (eg. Norman Fisher-Jones) – gitarr (2009–2011)
- Jon "Stan" White – basgitarr (2010–2011)

Tidigare medlemmar
- John McGeoch – gitarr (1977–1980; död 2004)
- Barry Adamson – basgitarr (1977–1981, 2009–2010)
- Martin Jackson – trummor (1977–1978)
- Bob Dickinson – keyboard (1977)
- Paul Spencer – trummor (1978)
- Robin Simon – gitarr (1980)
- Ben Mandelson – gitarr (1981)

## Diskografi
Studioalbum
- 1978 – Real Life
- 1979 – Secondhand Daylight
- 1980 – The Correct Use of Soap
- 1981 – Magic, Murder and the Weather
- 2011 – No Thyself

Livealbum
- 1980 – Play (Live at Melbourne Festival Hall)
- 1990 – BBC Radio 1 in Concert
- 2009 – Play+ (2 CD version)
- 2009 – Real Life & Thereafter (DVD/CD)
- 2009 – Live and Intermittent

Singlar
- 1978 – "Shot by Both Sides" / "My Mind Ain't So Open"
- 1978 – "Touch and Go" / "Goldfinger"
- 1978 – "Give Me Everything" / "I Love You You Big Dummy"
- 1979 – "Rhythm of Cruelty" / "TV Baby"
- 1980 – "A Song from Under the Floorboards" / "Twenty Years Ago"
- 1980 – "Thank You (Falettinme Be Mice Elf Agin)" / "The Book"
- 1980 – "Upside Down" / "The Light Pours Out of Me"

EPs
- 1980 – Sweetheart Contract
- 1981 – About the Weather

Samlingsalbum
- 1982 – After the Fact
- 1987 – Rays and Hail 1978–1981: the Best of Magazine
- 1991 – Scree – Rarities 1978–1981
- 2000 – Where The Power Is
- 2000 – Maybe It's Right to Be Nervous Now
- 2008 – The Complete John Peel Sessions
- 2009 – Touch & Go: Anthology 02.78–06.81